# Prinsesse Ines af Sverige
Ines Marie Lilian Silvia (født 7. februar 2025 på Danderyd Hospital) er en svensk prinsesse og hertuginde af Västerbotten. Hun er datter af prins Carl Philip af Sverige  og prinsesse Sofia af Sverige og barnebarn af kong Carl XVI Gustaf og dronning Silvia. Hun er ottende i rækken til den svenske trone efter sin ældre bror prins Julian af Sverige og før sin tante prinsesse Madeleine af Sverige.

## Dåb
Prinsesse Ines blev døbt i Drottningholm Slotskirke den 13. juni 2025. Dåbsvigerne var overkapellan, biskop Johan Dalman, og hofpræst Michael Bjerkhagen. Prinsessens faddere er prinsesse Estelle af Sverige, Fredrik von der Esch, Claes Kockum, Sandrine Kockum og Tiara Larsson.

## Titler, ordner og udmærkelser
- 2025: Ines, Prinsesse af Sverige, Hertuginde af Västerbotten

### Æresbevisninger

#### Svenske dekorationer
- Sverige: Ridder af Serafimerordenen  (2025) – regnet fra fødslen, men tildelt insigniet ved dåben